# Dísy

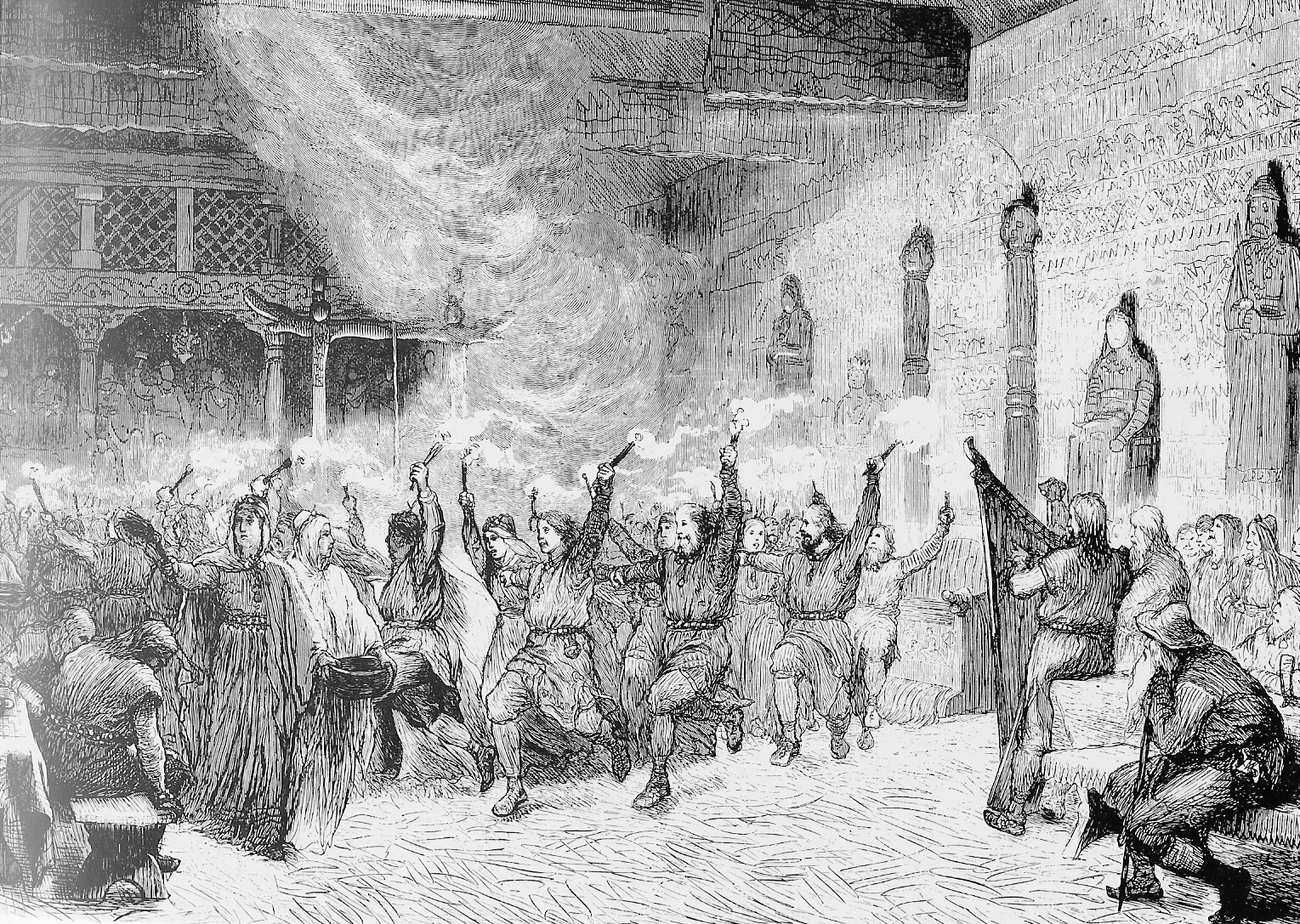
Dísablót

Dísy (v staroseverštině dís „paní“, plurál dísir) jsou kategorie ženských bytostí v severské mytologii. Tímto slovem jsou označovány především strážné bohyně klanu, rodiny či jednotlivce, ale také norny nebo valkýry. Kromě toho může být jako dísa nazývána také žena vysokého postavení. Dísy se podobají strážným duchům jednotlivců zvaným fylgjur, oba typy bytostí byly později srovnávány s dobrými i zlými anděly.
Dísám byl zasvěcen svátek dísablót „oběť dísám“ slavený před zimním slunovratem. Jejich kult nejspíše zahrnoval jak prvky plodnostní tak uctívání zemřelých.
Se severskými dísami mohou souviset starohornoněmecké idisi a staroanglické ides, které je v Beowulfovi použito k popisu Grendelovy matky.

## Místní názvy
V Norsku, Švédsku i na Islandu se slovo dís objevuje v toponymech. Jedná se především o jména výrazných kamenů, skal nebo kamenných formací. Na Islandu názvy jako Landdissteinar „kameny zemních dís“ naznačují že zde dísy splynuly s landvættir „stvořeními krajiny“.
Názvy jako Dísavin „louka dís“ nebo Disevi „svatyně dís“ v jihovýchodním Norsku a Švédsku nejspíše souvisí s kultem dís.